# Haplolabida inaequata
Haplolabida inaequata är en fjärilsart som beskrevs av Walker 1861. Haplolabida inaequata ingår i släktet Haplolabida och familjen mätare. Inga underarter finns listade i Catalogue of Life.